# Плейку (аеропорт)
Аеропорт Плейку (в'єт. Sân bay Pleiku), (IATA: PXU, ICAO: VVPK) — в'єтнамський комерційний аеропорт регіонального класу, розташований у місті Плейку (провінція Зялай).

## Історія
У грудні 1962 року невеликий аеродром у Плейку був узятий під контроль ВВС Південного В'єтнаму (VNAF) і використовувався надалі як авіабази 62. У період В'єтнамської війни аеродром став однією з основних авіаційних баз для сил VNAF і Військово-повітряних сил США.
Після 1975 року аеропорт розпочав обслуговування комерційних авіаперевезень.

## Авіакомпанії й пункти призначення

### Авіарейси
| Авіакомпанія     | Місто прибуття (аеропорт) |
| ---------------- | ------------------------- |
| Air Mekong       | Ханой, Хошимін            |
| Vietnam Airlines | Дананг, Ханой, Хошимін    |